# Actinocleidus oculatus
Actinocleidus oculatus är en plattmaskart. Actinocleidus oculatus ingår i släktet Actinocleidus och familjen Dactylogyridae. Inga underarter finns listade i Catalogue of Life.